# 波斯的米特里達梯
米特里達梯（希臘語：Mιθριδατης或Mιθραδατης；生存於前四世紀），為波斯阿契美尼德帝國貴族，大流士三世的女婿。前334年亞歷山大大帝東征時，他在格拉尼庫斯河戰役中與其他波斯總督一同出戰。於戰場上，與亞歷山大對決時戰死。